# Australian Championships 1963
Turniej tenisowy Australian Championships, dziś znany jako wielkoszlemowy Australian Open, rozegrano w 1963 roku w Adelaide w dniach 10 − 19 stycznia.

## Zwycięzcy

### Gra pojedyncza mężczyzn
- Roy Emerson (AUS) - Ken Fletcher (AUS) 6:3, 6:3, 6:1

### Gra pojedyncza kobiet
- Margaret Smith Court (AUS) - Jan Lehane O'Neill (AUS) 6:2, 6:2

### Gra podwójna mężczyzn
- Bob Hewitt (RSA)/Fred Stolle (AUS) - Ken Fletcher (AUS)/John Newcombe (AUS) 6:2, 3:6, 6:3, 3:6, 6:3

### Gra podwójna kobiet
- Margaret Smith Court (AUS)/Robyn Ebbern (AUS) - Jan Lehane O'Neill (AUS)/Lesley Turner Bowrey (AUS) 6:1, 6:3

### Gra mieszana
- Margaret Smith Court (AUS)/Ken Fletcher (AUS) - Lesley Turner Bowrey (AUS)/Fred Stolle (AUS) 7:5, 5:7, 6:4